# مجزرة عائلة أبو الفول (12 ديسمبر 2023)
مجزرة عائلة أبو الفول (12 ديسمبر 2023) هي مجزرةٌ ارتكبها سلاح الجوّ الإسرائيلي حينما أغارَ على منزل يتبع لعائلة أبو الفول. وخلال يوم الثلاثاء الموافق 12 ديسمبر 2023 قام سلاح الجو بشن سلسلة غارات على مخيم جباليا، شمال قطاع غزة، واستهدفت هذه الغارات منزل عائلة أبو الفول وعدد من النازحين الذين نزحوا إلى منزل العائلة. هذه المجزرة واحدة من ضمن سلسلة مجازر ارتكبها الاحتلال الإسرائيلي خلال الحرب الفلسطينية الإسرائيلية بعد عملية طوفان الأقصى التي شنتها المقاومة. تسبَّبت هذه المجزرة الإسرائيليّة والتي استهدفت عائلة أبو الفول بارتقاء أكثر من 28 شهيدًا.

## خلفية الحدث
في ساعاتِ الصباح الأولى من يوم السابع من أكتوبر 2023 أطلقت حركة المقاومة الإسلامية حماس عبر ذراعها العسكري كتائب الشهيد عز الدين القسام عملية طوفان الأقصى وذلك ردًا على الاعتداءات الإسرائيلية وتدنيس الأقصى والاستمرار في الاستيطان، كما أكّد على ذلك محمد الضيف القائد العام للقسّام والذي أعطى إشارة انطلاق العمليّة التي شهدت اقتحامًا من المقاومين لمستوطنات غلاف غزة ونجحوا في قتلِ عدد كبيرٍ من الجنود الإسرائيلين، وأسر عشرات آخرين كما استطاعوا خلال ساعات قطع عشرات الكيلومترات ووصلوا لمستوطنات أبعد من تلك المحيطة والقريبة من قطاع غزة.
استمرَّت الاشتباكات بين الجيش الإسرائيلي وبين المقاومين في عديد من المستوطنات وعلى رأسها مستوطنة سديروت. الرد الإسرائيلي على هذه العمليّة جاء من خلال شنّ سلاح الجو الإسرائيلي عشرات الغارات العشوائيّة على القطاع متسبّبة في مقتل عشرات المدنيين وتدمير البنية التحتية لمدن القطاع، ليصل حد فرض إغلاق شامل وقطع متعمد لكل الخدمات من ماء وكهرباء وغاز، وهو ما هدَّد حياة أكثر من مليونَي فلسطيني يعيشُ داخل القطاع الذي يُعاني أصلًا من تبعات الحصار الخانق عليهم منذ ستة عشر عاماً.
وفي مساء يوم 27 أكتوبر/تشرين الأول، أعلن جيش الاحتلال الإسرائيلي بدء الهجوم بري على قطاع غزة من خلال بدء التوغل في بلدة بيت حانون ومخيم البريج. حدث الهجوم وسط سلسلة من الغارات الجوية الإسرائيلية واسعة النطاق التي أدت إلى قطع الاتصالات المتنقلة والوصول إلى الإنترنت في غزة.
وبتاريخ 24 نوفمبر 2023 تم وقف إطلاق النار بين المقاومة الفلسطينية وإسرائيل، وهو وقف إطلاق نار مؤقت جرى في الحرب الدائرة بين فصائل المقاومة الفلسطينية في غزة وإسرائيل. وبتاريخ 2 ديسمبر انتهت الهدنة، وخلال ساعات إنتهاء الهدنة الأولى قام سلاح الطيران الإسرائيلي بشن هجمات صاروخية مكثفة على كافة أنحاء القطاع مع التركيز على المنطقة الجنوبية لقطاع غزة.

## الضحايا
1. عبدالله العبد أبو الفول
2. عبدالباري العبد أبو الفول
3. هادية العبد أبو الفول
4. ياسر حسين أبو الفول
5. أسمهان عبدالبارى أبو الفول
6. نسرين حسين أبو الفول
7. ختام عبدالبارى أبو الفول
8. سامية حسين أبو الفول
9. حسين عبدالبارى أبو الفول
10. اسلام احمد أبو الفول
11. هدى عماد أبو الفول
12. سها محمود أبو الفول
13. فراس سليم أبو الفول
14. امانى ياسر أبو الفول
15. تيسير ياسر أبو الفول
16. هنادي ياسر أبو الفول
17. لما حسين عبدالبارى أبو الفول
18. محمد اسامة سلمان
19. عبدالباري حسين أبو الفول
20. يوسف احمد أبو الفول
21. يوسف آمين حماد
22. ملك ياسر أبو الفول
23. عبدالكريم حسين أبو الفول
24. اسماعيل عبدالرحمن أبو الفول
25. محمد احمد أبو الفول
26. لين عبدالرحمن أبو الفول
27. رسيل احمد أبو الفول
28. ختام براء أبو الفول